# 21731 Zhuruochen
A 21731 Zhuruochen (ideiglenes jelöléssel 1999 RT142) a Naprendszer kisbolygóövében található aszteroida. A LINEAR projekt keretében fedezték fel 1999. szeptember 9-én.